# Major League Baseball 2K9
Major League Baseball 2K9, o MLB 2K9 abreviado, es un videojuego de simulación de béisbol con licencia de la MLB publicado por 2K. El juego fue desarrollado para Microsoft Windows, Xbox 360, PlayStation 2, PlayStation 3, PlayStation Portable y Wii. El juego se lanzó el 3 de marzo de 2009, y recibió críticas mixtas a positivas.

## Jugabilidad
Se implementaron nuevas características para las versiones de Microsoft Windows, Xbox 360 y PlayStation 3. El sistema de lanzamientos se simplificó de 2K8 a "lanzamiento de 2 pasos", con "mantener y gesto", eliminando el tercer paso de "Momento de liberación" de 2K8, simplificando el movimiento mientras se mantiene el estilo. Los lanzamientos "regalados" (errores en los lanzamientos) se eliminaron; en su lugar, los lanzamientos mal ejecutados serían menos efectivos (las rectas serían más rectas, las curvas colgarían, etc.). También se mejoró la selección de lanzamientos de la IA. (Los jugadores pueden optar por usar el tercer paso como una opción, y los usuarios también pueden seguir usando el Lanzamiento de Precisión antiguo de 2K7). El "Control de Influencia en el Bateo" permitía a los usuarios controlar los elevados y los rodados, y realizar toques con mayor precisión. Los desarrolladores añadieron una función de bateo por zona, mejoraron la distribución de los batazos y aumentaron la realismo y la IA en el campo. También se añadió la capacidad de cancelar un lanzamiento y sostener la pelota, o simular un lanzamiento falso durante una persecución. Un jugador también puede intentar un "Lanzamiento Rápido", que hace que la pelota llegue a una base más rápido pero también aumenta la posibilidad de un error. El control de las corridas en las bases se simplificó; un jugador solo necesita mantener presionado el gatillo hasta que vibre, por ejemplo, y luego soltarlo cuando esté listo para intentar un robo. También hay clasificaciones separadas de "Robo" y "Velocidad" para los corredores.
La realismo de los estadios también ha sido cambiado. Los jugadores se mueven gráficamente desde la cueva al plato de bateo, desde el bullpen al montículo, se calientan lanzando la pelota alrededor del campo, golpean el bate en el círculo de espera, corren a sus posiciones, y así sucesivamente. Los árbitros, los chicos que recogen las pelotas y los entrenadores realizarán sus acciones, mientras que los aficionados reaccionarán de manera realista. Por ejemplo, los batazos foul harán que la gente en la multitud se levante de sus asientos e intente atrapar la pelota, sin embargo, algunos aficionados que no tienen una oportunidad real de atrapar la pelota harán un salto tonto en el aire. Los estadios tendrán sus propias características de aficionados; por ejemplo, el Turner Field tendrá el Tomahawk Chop mientras que el Tropicana Field tendrá la Cow Bell. Los jugadores reaccionarán adecuadamente a eventos como un jonrón para ganar el partido, un sin hit ni carrera o una celebración de la Serie Mundial. También hay 300 nuevas animaciones de Estilo de Firma. También se mencionan retrasos por lluvia. No se presenta la posibilidad de discutir con los árbitros en la versión de Xbox 360 del juego ni en la versión de PS3.
El juego también contaba con "Living Rosters", que son plantillas activas que se actualizan automáticamente cuando el usuario inicia sesión en línea; las calificaciones de los jugadores se actualizarán constantemente, mientras que los intercambios y adquisiciones más recientes se reflejarán en el juego. Sin embargo, los Living Rosters no están activos durante el modo Franquicia. El juego también presenta un motor de simulación estadística renovado para el modo Franquicia, mientras que las trayectorias profesionales de los jugadores se basan en cómo juegan en lugar de en curvas de estadísticas preestablecidas. En otras palabras, para que un novato se desarrolle, debe recibir tiempo de juego; no se desarrollará si está en el banquillo. Se puede simular una temporada completa en cuestión de minutos. Otras mejoras en el modo Franquicia incluyen un nuevo simulador de intercambios revisado y más de 200 titulares individuales de MLB.com. El modo de franquicia de 2K9 permite controlar a 30 equipos por parte del usuario. El modo también ha añadido estadísticas, por ejemplo, incluyeron victorias divididas por la nómina de los equipos.
El juego se ha actualizado con un sitio web con licencia de MLB.com llamado "Virtual Director" que se presenta en el juego, con un estilo similar al de NBA 2K9, donde el usuario puede revisar eventos de la liga, rumores de intercambios, actuaciones de jugadores y equipos. El juego ha mejorado el sistema de exploración Inside Edge de 2K8. El juego cuenta con un nuevo nivel de personalización de la CPU, funcionalidad multijugador y ambiciones de jugadores reales; por ejemplo, Milton Bradley puede rechazar un contrato debido a la falta de tiempo de juego, no por consideraciones monetarias. Las actuaciones históricas y los hitos, ya sean en un solo juego, una temporada o una carrera, se reconocen con titulares y capturas de pantalla del evento. También hay un nuevo modo de juego, "Modo de Playoffs", en el que el usuario solo juega en la postemporada. La versión para PC, al igual que su contraparte NBA 2K9, no contará con juego en línea ni Living Rosters. A diferencia de MLB 2K6, 2K9 no incluirá el Clásico Mundial de Béisbol 2009.
En otras mejoras, los usuarios ahora pueden agregar efectos de sonido y superposiciones gráficas a las repeticiones en el juego para crear compilaciones de jugadas destacadas, además de cargar la compilación en 2KSports.com. Las actuaciones de los usuarios en línea se representan gráficamente, se muestran en forma de gráfico y se pueden comparar con el promedio de la liga. El sistema de tarjetas de intercambio Topps de 2K8 ha sido mejorado, y el modo de Home Run Derby también ha sido renovado. A diferencia de los títulos anteriores de MLB, no hay escenas pre-renderizadas; todas las escenas son en tiempo real y utilizan elementos del juego.
El juego también implementa Trofeos de PlayStation 3, mientras que los Logros de Xbox 360 se representan como trofeos en el juego.
Las versiones para Wii, PlayStation 2 y PlayStation Portable no son tan completas como en las plataformas principales, pero tienen sus propias características específicas para cada plataforma. La versión para Wii aprovecha el Wii Remote, con "lanzamiento con el Wii Remote" (los jugadores usan el control remoto de Wii para controlar cada lanzamiento) y "bateo con el Wiimote" (los jugadores usan el control remoto de Wii y el Nunchuk para batear, lo que les permite colocar los hits en relación con el tiempo del swing, la velocidad del swing y el ángulo del swing). La versión para PlayStation 2 permite a un jugador controlar hasta 4 franquicias diferentes simultáneamente, y permitirá el juego en línea para PS2. La versión para PSP presenta el "Campo Fiel Fiel a la Forma", con un control de campo mejorado y control de un solo jugador. También tiene un sistema de granjas de ligas menores, permitiendo la exploración y el manejo de la AAA, así como permitir al jugador jugar partidos completos con equipos de la AAA.

### Comentaristas
MLB 2K9 cuenta con un nuevo equipo de comentaristas, con Gary Thorne proporcionando el juego por juego y Steve Phillips como comentarista de color. Este dúo reemplaza a Jon Miller y Joe Morgan, quienes habían sido los comentaristas en entregas anteriores de la serie 2K durante los últimos 4 años. Los cuatro personajes son comentaristas regulares de la Major League Baseball de ESPN. Jeanne Zelasko y Steve Physioc de Fox Sports siguen siendo los reporteros, dando actualizaciones en la séptima entrada y al final del juego, así como informes en el campo.

### Portada
Tim Lincecum, ganador del premio Cy Young de 2008, de los San Francisco Giants, es el atleta de portada de 2K9, reemplazando a José Reyes.

## Desarrollo
El entonces desarrollador principal Ben Brinkman afirmó en su registro de 1UP.com que MLB 2K9 representaba el acto final de un ciclo de desarrollo planificado de tres años para la serie de béisbol de 2K en sistemas de nueva generación. Repitió el "plan de tres años" en un podcast del 18 de enero de 2008 con la revista Official Xbox Magazine. En ambas entrevistas, Brinkman afirmó que 2K9, el tercer juego, sería la versión final y más pulida de la serie de nueva generación. Sin embargo, Brinkman se retiró de la serie después del lanzamiento de MLB 2K8, dejando las riendas nuevamente a Visual Concepts.
El juego recibió un parche el primer día, el 3 de marzo de 2009, para corregir un modo franquicia comprometido y problemas de conectividad. Un segundo parche fue lanzado para la PS3 el 1 de abril de 2009 y para PC y Xbox 360 el 3 de abril de 2009. El parche abordó muchos problemas, pero especialmente la agresividad del bateo de la IA y la facilidad de los jonrones en el modo en línea y ciertas dificultades.

## Recepción
Las altas expectativas para MLB 2K9 resultaron en decepción, ya que en realidad recibió críticas promedio peores que su predecesor criticado, 2K8. GameSpot en su reseña de 4.5 de 10 se quejó: "O MLB 2K9 se lanzó en un estado medio terminado o los desarrolladores nunca han visto un béisbol, mucho menos han lanzado uno", citando un jugabilidad extraña y señalando que el juego estaba "lleno de errores". 1UP.com en su reseña contundente de puntuación D+ para Xbox 360 - y una puntuación aún más baja de D para PlayStation 3 - lo llamó "...un juego que se esfuerza tanto por demostrar que la serie está progresando, pero ignora solucionar los problemas que la han afectado durante años: defensa deficiente, animaciones descuidadas y orientación hacia los jonrones..." IGN en su reseña de 6.8 de 10 declaró: "Major League Baseball 2K9 soluciona algunos de los problemas del pasado y sienta las bases para un gran juego, pero hay demasiados errores para recomendarlo". TeamXbox se quejó, "Hay muchas mejoras geniales en la mecánica central del juego, pero los errores te volverán loco", en su reseña de 7.1 de 10. Official Xbox Magazine criticó en su reseña de 6.5 de 10: "La lista interminable de problemas molestos es demasiado sustancial". GamesRadar en su reseña de 7 de 10 llamó al juego un "paradigma", calificándolo de "divertido y accesible", pero "sufre de demasiados errores que son imposibles de ignorar". Operation Sports señaló en su reseña de 6.5 de 10: "...la mayoría de los juegos se desarrollan como un partido de softbol de verano de alta velocidad... uno de esos torneos donde todos los jugadores tienen bates de $500 diseñados por la NASA". GameSpy otorgó al juego 3 1⁄2 estrellas, afirmando que los fanáticos casuales se sentirían atraídos por el juego, mientras que los "simuladores" más apasionados se sentirían desanimados por él.
La reseña de IGN de 6.4 de 10 sobre la versión para Wii tuvo algunas críticas diametralmente opuestas sobre 2K9, afirmando que era demasiado fácil ponchar bateadores con un pitcheo demasiado preciso, así como un modo de franquicia "ridículo" que presentaba salarios de 1 año y $40 millones para jugadores como Danys Báez y sin juego en línea a pesar de las promesas de uno después del lanzamiento de 2K8.

## Spin-off de DS
Al igual que con 2K8, se lanzó una versión más "ligera de béisbol" de MLB 2K9 para Nintendo DS llamada Major League Baseball 2K9 Fantasy All-Stars, que presenta elementos de fantasía como mejoras y estadios de fantasía.

## Banda sonora
Las siguientes canciones aparecen en la banda sonora:
| N.º   | Título                                                            | Duración |  |
| 1.    | «On Top of the World» (interpretada por Boys Like Girls)          | 3:36     |  |
| 2.    | «Hello There» (interpretada por Cheap Trick)                      | 1:41     |  |
| 3.    | «A Favor House Atlantic» (interpretada por Coheed and Cambria)    | 3:53     |  |
| 4.    | «White Lies» (interpretada de Dirty Secrets)                      | 3:59     |  |
| 5.    | «The Final Countdown» (interpretada por Europe)                   | 5:09     |  |
| 6.    | «Should've Tried Harder» (interpretada por Hey Monday)            | 3:06     |  |
| 7.    | «Steal My Sunshine» (interpretada por Len)                        | 4:25     |  |
| 8.    | «Groovin' Now» (interpretada por Daniel Lenz)                     | 2:59     |  |
| 9.    | «Lipstick and Bruises» (interpretada por Lit)                     | 2:59     |  |
| 10.   | «Human» (interpretada por The Killers)                            | 4:07     |  |
| 11.   | «Tengo la Voz» (interpretada por Nortec Collective)               | 3:44     |  |
| 12.   | «Motor City Madhouse» (interpretada por Ted Nugent)               | 10:09    |  |
| 13.   | «You've Got Another Thing Comin'» (interpretada por Judas Priest) | 5:05     |  |
| 14.   | «What I Like About You» (interpretada por The Romantics)          | 2:55     |  |
| 15.   | «World Wide» (interpretada por Royal Temple)                      | 4:10     |  |
| 16.   | «Take It or Leave It» (interpretada por Chris Sernel)             | 2:35     |  |
| 17.   | «Right Now» (interpretada por SR-71)                              | 2:47     |  |
| 18.   | «The Kid Is Hot Tonite» (interpretada por Loverboy)               | 3:35     |  |
| 70:54 |                                                                   |          |  |